# O'Higginismo

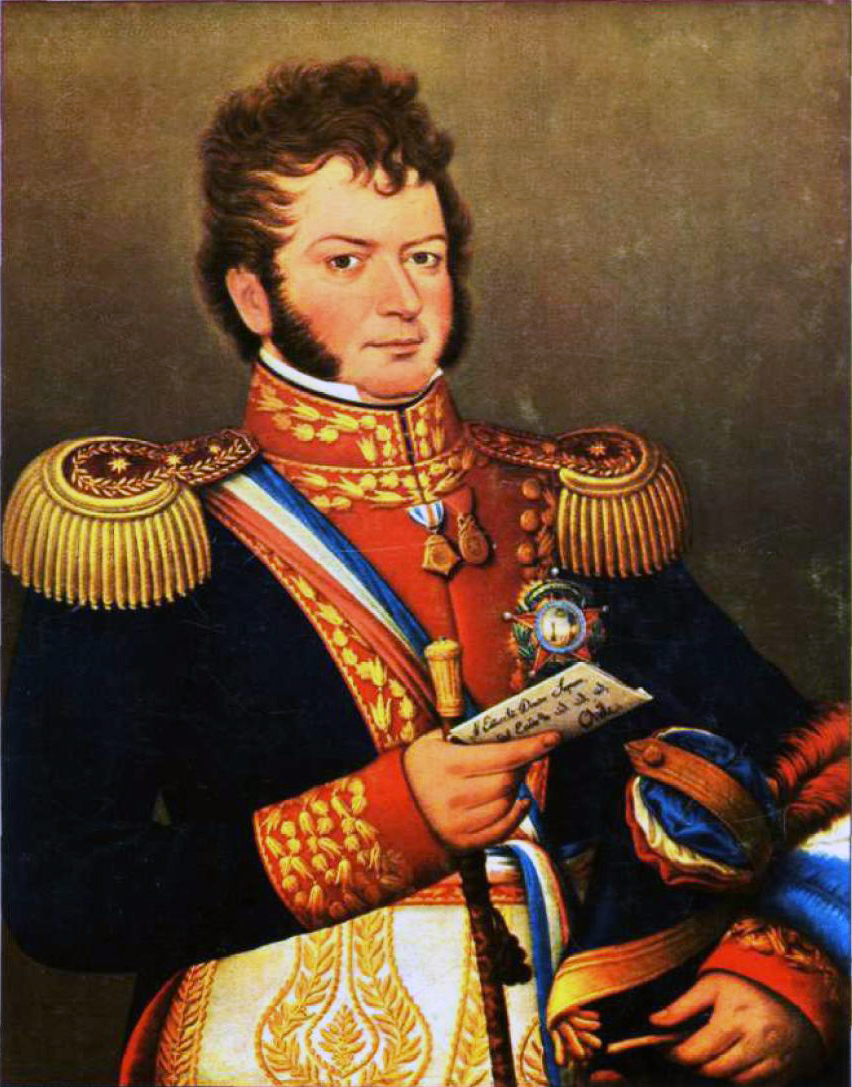
Bernardo O'Higgins

É chamado de O'higginista aquele que é partidário ou admirador do general chileno Bernardo O'Higgins, mas em sentido histórico o termo se referia a um grupo ou partido político específico, ativo nas décadas de 1820 e 1830. O grupo se formou em apoio à sua personalidade e em reivindicação de sua liderança depois que o general foi forçado renunciar ao governo do Chile em janeiro de 1823.